# Supachai Chaided
Supachai Chaided (thailändisch ศุภชัย ใจเด็ด, * 1. Dezember 1998 in Pattani), auch als Arm (thailändisch อาร์ม) bekannt, ist ein thailändischer Fußballspieler.

## Karriere

### Verein
Supachai Chaided erlernte das Fußballspielen bei Santipap FC Pattani und in der Schulmannschaft der Patumkongka School. Seinen ersten Vertrag unterschrieb er 2015 beim Erstligisten Super Power Samut Prakan FC in Samut Prakan. Hier absolvierte er 20 Spiele. Nachdem der Verein in der Saison 2016 letzter der Thai Premier League geworden und in die zweite Liga abgestiegen war, wechselte er 2017 nach Buriram zum Erstligisten Buriram United. Nach Ende der Saison 2021/22 wurde er zum Wertvollsten Spieler der Saison gewählt. Außerdem stand er in der Elf der Saison 2021/22. In der Saison 2022/23 wurde er mit 19 Toren Torschützenkönig der Liga. In der darauffolgenden Saison wurde er mit 21 Treffern wieder Torschützenkönig. Im Mai 2025 gewann er mit Buriram die ASEAN Club Championship. Hier konnte man sich gegen den vietnamesischen Vertreter Công An Hà Nội FC in zwei Endspielen durchsetzen. Am 24. Mai 2025 stand er mit Buriram im Finale des FA Cups, das man mit 3:2 gegen den Erstligisten Muangthong United gewann. Eine Woche später stand er mit dem Verein im Finale des Thai League Cup. Hier schlug man im BG Stadium den Erstligisten Lamphun Warriors FC mit 2:0.

### Nationalmannschaft
Von 2015 bis 2016 spielte Supachai Chaided 16 Mal in der thailändischen U-19-Nationalmannschaft. 2017 stand er zweimal in der U-21 auf dem Spielfeld. Sieben Mal trug er 2018 das Trikot der U-23-Nationalmannschaft. Seit 2018 spielt er in der thailändischen Nationalmannschaft. Sein Debüt gab er am 11. Oktober 2018 in einem Freundschaftsspiel gegen Hongkong, das Thailand 1:0 im Mong Kok Stadium in Hongkong gewann. Im Oktober 2024 nahm er mit der Mannschaft am King’s Cup 2024 teil. Im Endspiel am 14. Oktober 2024 im Tinsulanon Stadium in Songkhla besiegte man das Team aus Syrien mit 2:1.

## Erfolge

### Verein
Buriram United
- Thailändischer Meister: 2017, 2018, 2021/22, 2022/23, 2023/24, 2024/25
- Thailändischer Vizemeister: 2019, 2020/21
- Thailändischer Supercup-Sieger: 2019
- Thailändischer Ligapokalsieger: 2021/22, 2022/23, 2024/25
- Thailändischer Pokalsieger: 2022/23, 2024/25
- Thailändischer Ligapokalfinalist:  2019
- Mekong Club Championship: 2016
- ASEAN Club Championship-Sieger: 2024/25

### Nationalmannschaft
Thailand U-19
- AFF U-19 Youth Championship: 2015

Thailand
- Südostasienmeisterschaft: 2021
- King’s Cup: 2024

## Auszeichnungen
Thai League
- Wertvollster Spieler der Saison: 2021/22
- Best XI: 2021/22
- Torschützenkönig: 2022/23, 2023/24
- Spieler des Jahres: 2023/24[1]